# Dicitencello vuje
Dicitencello vuje (tytuł w języku neapolitańskim; wł. Diteglielo Voi, pol. Powiedzcie jej) – pieśń neapolitańska napisana w 1930 roku przez Rodolfo Falvo i Enzo Fusco.
Piosenka jest wyznaniem miłosnym skierowanym nie bezpośrednio do ukochanej kobiety lecz do jej przyjaciółki, by ta jej przekazała, iż podmiot liryczny traci dla niej głowę, że ją kocha. W latach 70. XX wieku utwór przeżył swoją drugą młodość we Włoszech, dzięki wydaniu na płycie w interpretacji Alana Sorrentiego. Piosenka znajdowała się też w repertuarze: grupy Ricchi e Poveri, José Carrerasa, Luciano Pavarottiego, Plácido Domingo, Franco Califano, Sala da Vinci, Massimo Ranieriego, Alessandro Safiny, Cliffa Richarda, Mario Lanzy.